# Michiko (cesarzowa)
Michiko (jap. 美智子 Michiko), z d. Michiko Shōda (jap. 正田 美智子 Shōda Michiko) (ur. 20 października 1934 w Tokio) – cesarzowa Japonii od 1989 do 2019, żona cesarza Akihito, pierwsza cesarzowa w historii Japonii niepochodząca z arystokracji.

## Życiorys
Jest pierwszą córką bogatego przedsiębiorcy i prezesa dużej firmy młynarskiej, Hidesaburō Shōdy (1904–1999) oraz jego żony Fumiko Soejimy (1910–1988). Uczęszczała do szkoły podstawowej Futaba w tokijskiej dzielnicy Chiyoda, ale musiała przerwać naukę jako uczennica czwartej klasy na skutek amerykańskich bombardowań Tokio. Do szkoły powróciła po zakończeniu wojny w 1945 roku. Następnie ukończyła żeńską szkołę (na poziomie gimnazjalnym i licealnym) katolicką Seishin (Najświętszego Serca) i wstąpiła na Uniwersytet Najświętszego Serca (jap. 聖心女子大学 Seishin Joshi Daigaku) w Tokio, studiując tam na Wydziale Literatury Angielskiej w latach 1953–1957. Obie szkoły należą do Zgromadzenia Najświętszego Serca Jezusa.
Latem 1957 poznała księcia Akihito na kortach tenisowych w Karuizawa, rok później odbyły się ich zaręczyny, a 10 kwietnia 1959 ceremonia ślubna.
W 1990 jej mąż został intronizowany na cesarza Japonii, a ona została cesarzową.
Michiko jest współautorką kilku tomów poezji oraz książki dla dzieci: Hajimete-no yamanobori (Pierwsza górska wspinaczka, wyd. 1991). Przetłumaczyła na język angielski zbiór wybranych wierszy autorstwa Michio Mado – Dōbutsu-tachi (Zwierzęta, 1992). Interesuje się sztuką, jest znawczynią klasycznej literatury japońskiej.
W związku z abdykacją cesarza Akihito w dniu 30 kwietnia 2019 roku Agencja Dworu Cesarskiego ogłosiła 25 lutego 2019, że po abdykacji cesarz Akihito będzie posiadał tytuł 上皇陛下 (Jōkō Heika), po angielsku „His Majesty the Emperor Emeritus”, cesarzowa Michiko natomiast 上皇后陛下 (Jōkōgō Heika) „Her Majesty the Empress Emerita”.
Z Akihito mają trójkę dzieci: cesarza Naruhito (ur. 1960), księcia Akishino (ur. 1965) i Sayako (ur. 1969). Jest babcią trzech wnuczek: Aiko, Mako i Kako oraz jednego wnuka, Hisahito. Z pomocą kilkuosobowego personelu zajmuje się hodowlą jedwabników na terenie pałacu.

## Odznaczenia
- Wielka Wstęga Orderu Skarbu Korony
- Wielka Wstęga Orderu Skarbu Świętego
- Wielka Gwiazda Odznaki Honorowej za Zasługi dla Republiki Austrii – 1999
- Wielka Wstęga Orderu Leopolda – Belgia
- Order Słonia – 1998, Dania[2]
- Order Królowej Saby – Etiopia
- Krzyż Wielki Orderu Karola III – Hiszpania
- Krzyż Wielki Orderu Lwa Niderlandzkiego – 1991, Holandia
- Wielki Krzyż Orderu Witolda Wielkiego – 2007, Litwa[3]
- Order Domowy Nassauski Lwa Złotego – Luksemburg
- Krzyż Wielki Orderu Świętego Jakuba od Miecza – 1993, Portugalia[4]
- Krzyż Wielki Orderu Infanta Henryka – 1998, Portugalia[4]
- Order Orła Białego – 2002, Polska[5]
- Stopień Specjalny Krzyża Wielkiego Orderu Zasługi Republiki Federalnej Niemiec
- Order Królewski Serafinów – Szwecja